# スマイルあげない
「スマイルあげない」（Smile Agenai）は2023年6月21日にリリースされたanoの楽曲。

## 概要
anoとケンモチヒデフミが作詞と作曲を担当している。

## ミュージックビデオ
2023年6月21日にミュージックビデオが公開された。マクドナルドを意識したファストフード店がモチーフになっており、ano本人は店の客と店員の二役で登場する。 
ミュージックビデオはYouTubeで1200万回以上再生されている（2024年11月時点）。

## タイアップ
2023年に日本マクドナルドの「スマイルあげない」（英: No Smile）キャンペーンのテーマソングとして起用された。その後同キャンペーンはカンヌライオンズ 国際クリエイティビティ・フェスティバル2024でEngagement部門の「Social & Influencer」において金賞を受賞したほか、「Audio & Radio」と「Entertainment Lions for Music」でそれぞれ銅賞を受賞した。

## 受賞
| 受賞年 | 賞                                                                                         | 部門        | 結果 | 備考  |
| ------ | ------------------------------------------------------------------------------------------ | ----------- | ---- | ----- |
| 2024年 | ニューヨークフェスティバル・アドバタイジングアワード2024 COLLABORATIONS & PARTNERSHIPS部門 | Grand、Gold | 受賞 | [ 3 ] |